# Madhuca punctata
Madhuca punctata là một loài thực vật có hoa trong họ Hồng xiêm. Loài này được Fletcher mô tả khoa học đầu tiên năm 1937.